# اسم مستعار

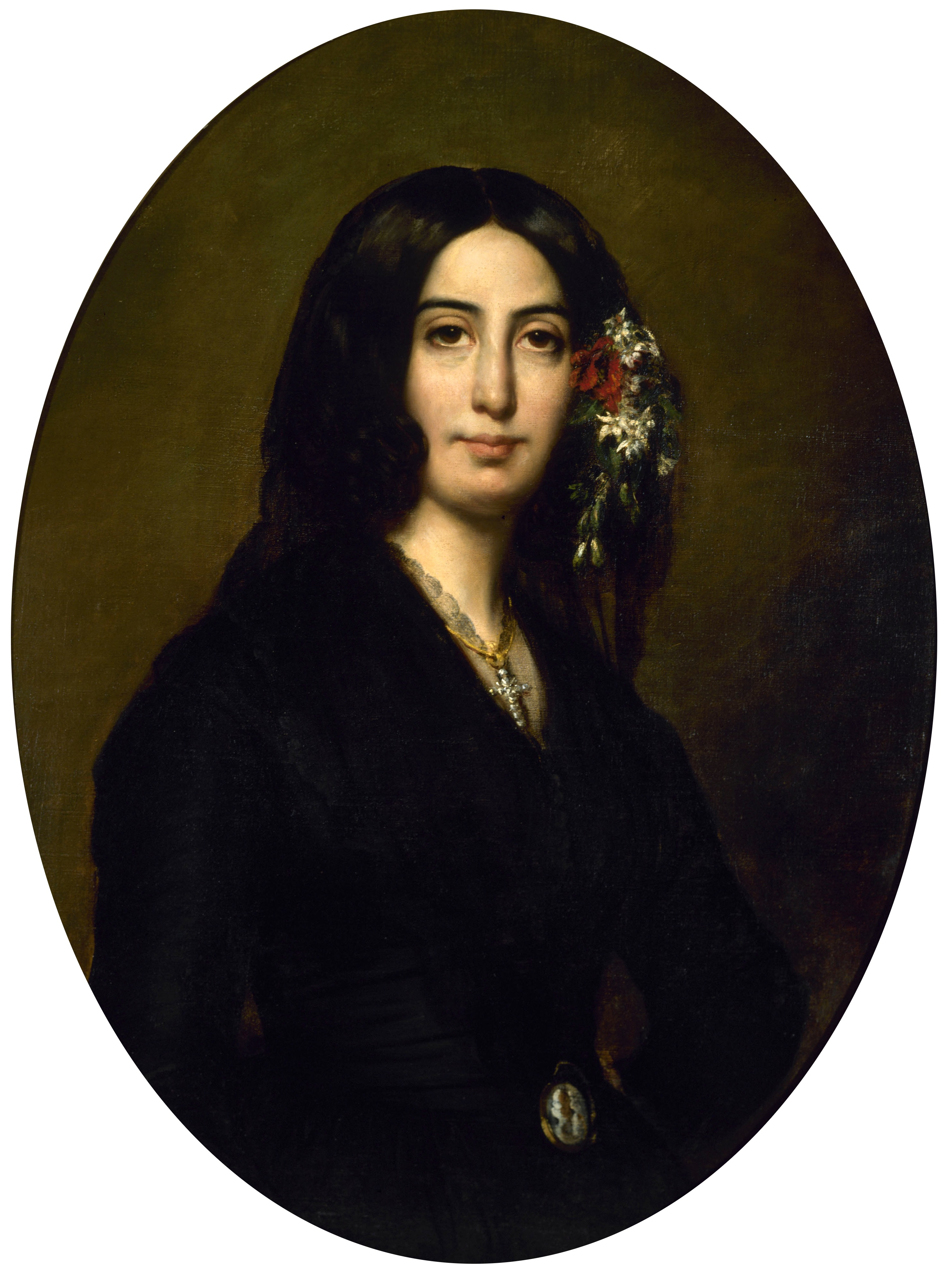

الاسم المستعار هو اسم وهمي يستخدمه شخص ما (أو في بعض الأحيان مجموعة من الأشخاص) بغرض إخفاء هويته الحقيقية، وذلك لخوفه من التعرض للاعتداء من قبل الآخرين الذين لا يتفقون معه في الرأي. يستخدم معظم حاملي الأسماء المستعارة أسماء مستعارة لأنهم يرغبون في عدم الكشف عن هويتهم، ولكن يصعب تحقيق إخفاء الهوية وغالبًا ما تكون محفوفة بالمسائل القانونية.